# الابات، کویزون
الابات، کویزون (به لاتین: Alabat, Quezon) یک سکونتگاه مسکونی در فیلیپین است که در کزون واقع شده‌است.

## خصوصیات
الابات ۵۷٫۶۱ کیلومترمربع مساحت و ۱۶٬۱۲۰ نفر جمعیت دارد.